# Język seko tengah
Język seko tengah, także: seko, pewanean (a. pewaneang, pohoneang) – język austronezyjski używany w prowincji Celebes Południowy w Indonezji (zachodnia część kecamatanu Limbong, rejon rzeki Betue). Według danych z 1987 roku posługuje się nim 2500 osób.
Nie odnotowano znaczących różnic dialektalnych. Wraz z językami seko padang, budong-budong i panasuan tworzy grupę seko w ramach języków południowocelebeskich.
Jego użytkownicy posługują się także językiem indonezyjskim. Brak piśmiennictwa.